# Thad Luckinbill
Thaddeus Rowe "Thad" Luckinbill (24 de abril de 1975) es un actor estadounidense conocido por interpretar a J.T. Hellstrom en The Young and the Restless durante 11 años (noviembre de 1999-noviembre de 2010).
La esposa de Luckinbill y su coestrella, Amelia Heinle, anunciaron el 24 de septiembre de 201, que Luckinbill no renovaría su contrato debido a que quería buscar otros papeles de actuación.

## Carrera

### Televisión
Además de su papel como J.T. Hellstrom en The Young and the Restless, Thad tuvo varios papeles como invitado en programas de televisión, como Undressed, Buffy the Vampire Slayer, Providence, Sabrina, the Teenage Witch, Nash Bridges, 8 Simple Rules, Without a Trace, CSI: NY, Nip/Tuck, Ghost Whisperer, CSI: Miami y CSI. Recientemente ha reservado un papel en la serie Nikita como Nathan, que se reunirá con Lyndsy Fonseca por primera vez en cinco años.
En 2001, Luckinbill también apareció en un episodio de True Life, y apareció en el video de Madonna, "Don't Tell Me" como un vaquero que es arrojado de su caballo al final de la canción.

## Vida personal
Luckinbill disfruta jugar voleibol, surf, boxeo, e ir al gimnasio. De vez en cuando juega para el equipo Hollywood Knights. Se especializó en finanzas empresariales en la Universidad de Oklahoma.
Se casó con su coestrella Young and the Restless Amelia Heinle en marzo de 2007, y sus personajes también se casaron en el programa. Se convirtió en el padrastro del hijo de Amelia, August Weatherly, y la pareja recibieron su primer hijo juntos, Thaddeus Rowe Luckinbill, Jr. el 2 de noviembre de 2007. Rowe, como se le conoce cariñosamente. Tuvieron su segundo hijo el 17 de diciembre de 2009. Thad Luckinbill tiene un hermano gemelo idéntico, Trent, que es 12 minutos más joven. Trent Luckinbill es un abogado que vive en Washington D. C.

## Filmografía
| Año  | Película                                       | Papel              | Notas                          |
| ---- | ---------------------------------------------- | ------------------ | ------------------------------ |
| 2000 | Crush                                          |                    |                                |
| 2001 | Boys to Men                                    |                    | Segmento, "Crush"              |
| 2002 | Buffy the Vampire Slayer (serie de televisión) | R.J Brooks         | Temporada 7, Episodio 6: "Him" |
| 2003 | Just Married                                   | Willie McNerney    |                                |
| 2004 | Sleepover                                      | Todd               |                                |
| 2005 | 5 Stages of Grief                              | Manuel             |                                |
| 2006 | Home of the Brave                              | Soldado #1         |                                |
| 2006 | The Shadow Effect                              | Steve Sexly        |                                |
| 2007 | Grampa's Cabin                                 | Older Jake (voice) |                                |
| 2008 | The Essence of Depp                            | JB                 |                                |
| 2010 | Once Fallen                                    | August, 21 años    |                                |
| 2011 | Nikita                                         | Nathan             |                                |
| 2016 | Broken                                         | Oliver             |                                |
| 2018 | 12 Strong                                      | Vern Michaels      |                                |
| 2023 | Reptiles                                       | Peter              |                                |